# Dithalama
Dithalama is een geslacht van vlinders van de familie spanners (Geometridae), uit de onderfamilie Sterrhinae.

## Soorten
- D. cosmospila Meyrick, 1888
- D. desueta Warren, 1902
- D. persalsa Warren, 1902
- D. punctilinea Swinhoe, 1902